# China UnionPay
China UnionPay, CUP (спрощ.: 中国银联; піньїнь: Zhōngguó Yínlián — китайський банківський союз), також відома як UnionPay (спрощ.: 银联; піньїнь: Yínlián) — національна платіжна система КНР. Має представництво у 135 країнах, в Україні запроваджена з 13 листопада 2018.

## Історія
Створена 26 березня 2002 з ініціативи державної ради та Народного банку Китаю.
У 2010 стала найпопулярнішою у світі: всього в обігу перебувало 8 мільярдів платіжних карток, і частка UnionPay (29,2 %) перевищила частку Visa (28,6 %).
У 2018 загальна кількість карт, емітованих UnionPay (за оцінками самої корпорації) становила близько 7 млрд, однак левова частка її клієнтів — громадяни КНР, а за межами материкової частини КНР випущено всього лише близько 100 млн карток.

## В Україні
6 лютого 2014 Національний банк України розглянув документи міжнародної платіжної системи China UnionPay та ухвалив рішення про їх відповідність вимогам законодавства України з питань діяльності платіжних систем.
12 листопада 2018 Комітет з питань нагляду та регулювання діяльності банків, нагляду (оверсайту) платіжних систем Національного банку України узгодив умови та порядок її діяльності в Україні. Водночас, обговорювалася співпраця китайської платіжної системи з Національною платіжною системою ПРОСТІР (колишня НСМЕП).
Очікувалося, що на першому етапі послуги еквайрингу, видачі готівки та оплати товарів і послуг платіжними картками UnionPay в Україні надаватиме UnionPay International (дочірня структура China UnionPay).
Між НПС «ПРОСТІР» та UnionPay International було укладено угоду про випуск кобейдж-карток.
Другий етап передбачав емісію українськими установами карт UnionPay, орієнтованих на VIP-сегмент споживачів, які подорожують до Китаю. Щорічна вартість обслуговування емітованої в Україні платіжної картки UnionPay мала становити близько $300. Висловлювалася думка, що першим реалізувати такі послуги може «ПриватБанк» — навесні 2019 року.
З грудня 2019 банкомати та термінали «ПриватБанку» підтримують картки UnionPay при оплаті чи знятті готівки.
6 березня 2022 року Сбербанк, Альфа-Банк і Тінькофф Банк повідомили, що кілька російських банків перейдуть на UnionPay після того, як Visa і Mastercard заявили, що призупиняють операції в Росії через вторгнення Росії в Україну. Російські банки мають намір пов'язати систему UnionPay з російською мережею «Мир».
20 квітня 2022 року повідомлялося, що UnionPay припинила співпрацю з найбільшими російськими банками, включаючи Сбербанк. Російське видання РБК заявило, що вони зробили це через страх перед вторинними санкціями.
У серпні 2022 року повідомлялося, що російські відвідувачі Фінляндії обходили банківські обмеження, знімаючи євро у фінських банкоматах за допомогою карток UnionPay.